# دانشگاه میدلسکس

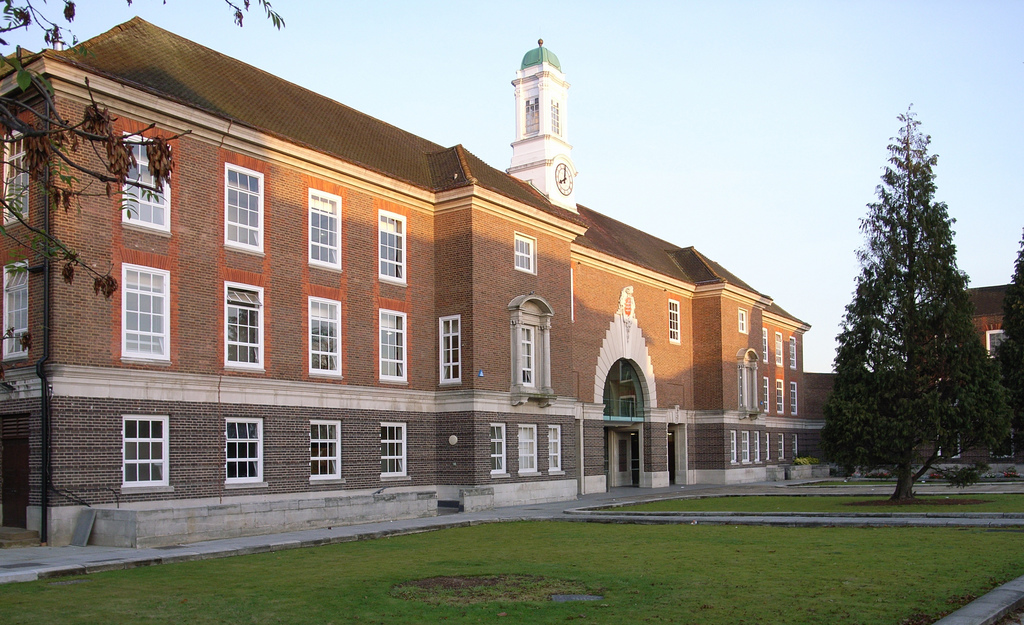
نمایی بیرونی دانشگاه

دانشگاه میدلسکس (به انگلیسی: Middlesex University) یکی از دانشگاه‌های بریتانیا است که در منطقه تاریخی شهر میدلسکس واقع شده‌است. قدمت این دانشگاه به قرن ۱۹ و سال ۱۸۷۸ می‌رسد اما با نام فعلی از ۱۹۷۳ فعالیت می‌کند.

## تعطیلی گروه فلسفه
در آوریل سال ۲۰۱۰، دانشگاه میدلسکس، تعطیلی گروه فلسفه این دانشگاه را اعلام کرد. تصمیم به لغو تدریس فلسفه در دانشگاه میدلسکس از سوی اد اسک رئیس دانشکده علوم انسانی و هنر این دانشگاه به دنبال جلسات مشورتی با کارکنان دانشگاه اتخاذ شد و اعلام شد که تعداد دانشجویان فلسفه در مقطع کارشناسی که جذب دانشگاه می‌شوند به‌شدت کاهش یافته به طوری این تعداد طی سه سال گذشته ۱۲ نفر در سال بوده و تاکنون برای سال آینده تحصیلی شش نفر پذیرفته شده‌اند.
طبق نظر دانشگاه، ادامه کار این گروه، صرفه اقتصادی نداشت. این تصمیم علی‌رغم این واقعیت اتخاذ شد که گروه فلسفه در سال ۲۰۰۸، بیشترین کیفیت پژوهش را طبق RAE به خود اختصاص داده بود. با اعلام این تصمیم، فوراً یک جنبش بین‌المللی با مشارکت و حمایت کسانی مثل نوام چامسکی، اسلاوی ژیژک، اتین بالیبار، گایاتری چاکراورتی اسپیواک، ژان‌لوک نانسی، دیوید هاروی، ایزابل استنجرز برای مقابله با آن سازمان‌دهی شد و مقالاتی در نشریات ملی به خصوص گاردین در محکومیت این تصمیم منتشر گردید.
نامه‌ای که برای اعتراض به این موضوع به مجله آموزش عالی تایمز ارسال شد، به امضای اسلاوی ژیژک مدیر بین‌المللی مؤسسه علوم انسانی بیرکبک، آلن بودیو استاد بازنشسته فلسفه در دانشگاه اکول نرمال سوپریر، ماکین الیوت استاد ادبیات تطبیقی دانشگاه کالیفرنیا در برکلی و بیش از ۲۰ متفکر دیگر رسیده بود. در این نامه آمده بود که میدلسکس، یکی از مهمترین مراکز مطالعه فلسفه اروپای مدرن در دنیای انگلیسی‌زبان محسوب می‌شود.
همچنین غلامرضا اعوانی، رئیس وقت مؤسسه پژوهشی حکمت و فلسفه ایران، در نامه‌ای خطاب به مدیر گروه فلسفه دانشگاه میدلسکس ضمن ابراز تأسف از این اتفاق از استادان فلسفه این دانشگاه دعوت کرد تا در همایش روز جهانی فلسفه (پاییز ۱۳۸۹ در ایران) شرکت کنند.
دانشجویان دانشگاه میدلسکس نیز به دنبال اعلام خبر لغو گروه فلسفه این دانشگاه در تحصنی طولانی شرکت کردند. در ۲۱ مه ۲۰۱۰، مدیریت دانشگاه اعلام کرد تدریس و فعالیت سه نفر از استادان گروه فلسفه یعنی پیتر هالوارد، پیتر اسبورن و کریستین کرسلیک و نیز چند دانشجو را تا پایان بررسی نقش آنها در اعتراض علیه تعطیلی گروه فلسفه به حال تعلیق درمی‌آورد. این سه استاد حق ورود به دانشگاه و تماس گرفتن با دانشجویان دانشگاه را نداشتند. این اقدامات باعث انتقادات بین‌المللی از سوی نهادهای فلسفی و همچنین ژان‌لاک نانسی، گایاتری چاکراورتی اسپیواک، اسلاوی ژیژک، اتین بالیبار و دیوید هاروی شد. علاوه بر این وب‌گاهی برای اعتراض تأسیس شد.
در ۸ ژوئن ۲۰۱۰، دانشگاه کینگستون اعلام کرد که با استخدام هالوارد، اسبرن، اریک الیز و استلا سندفورد، از اعضای ممتاز گروه فلسفه دانشگاه میدلسکس، «مرکز پژوهش فلسفه اروپایی معاصر» و دوره‌های تحصیلات تکمیلی فلسفه این دانشگاه را احیا می‌کند، اما پذیرش دانشجو در دوره کارشناسی دیگر ادامه نمی‌یابد. به این ترتیب، گروه فلسفه دانشگاه میدلسکس به دانشگاه کینگستون منتقل شد.

## پیونده به بیرون
- وبگاه رسمی دانشگاه